# Forres (stacja kolejowa)
Forres (ang: Forres railway station) – stacja kolejowa w Forres, w hrabstwie Moray, w Szkocji, w Wielkiej Brytanii. Stacja jest zarządzana przez First ScotRail i znajduje się na Aberdeen to Inverness Line.
Chociaż Forres jest wciąż obsługiwany przez pociągi pasażerskich na wschód i zachód, to kiedyś można było podróżować na południe od linii kolejowej do Perth przez Dava na Inverness and Perth Junction Railway.

## Historia
Przed otwarciem trasy Dave'a, wszystkie usługi na południe rozpoczynały się w Aberdeen (na północno-wschodnim wybrzeżu). Problemem podczas łączenia w Aberdeen pociągów Inverness - Aberdeen była stacja końcowa dla dwóch firm kolejowych, a więc miał dwie oddzielne stacje: jeden służył na wschód, a drugi był punktem wyjścia dla usług na południe (przez wybrzeża). Chociaż były połączone przez autobus, połączenia były rzadkie i pasażerowie oczekiwali na połączenie w kierunku południa.
Plany na bardziej bezpośrednią drogę przez Carrbridge zostały odrzucone przez parlament jako zbyt ambitne. Inżynier Joseph Mitchell planował alternatywną trasę przez Dave'a i prace zostały zakończone na linii w sierpniu 1863 roku.
Forres został wybrany na skrzyżowaniu nowej południowej głównej linii, gdyż był to półmetek na Inverness & Aberdeen Junction Railway między Inverness i Keith. Keith był także ważnym węzłem kolejowym i punktem, w którym linia łączyła się z GNSR i łącznicą do wybrzeża i Strathspey.